# Hoplopheonoides obesa
Hoplopheonoides obesa är en kräftdjursart som beskrevs av Robert Alan Shoemaker 1956. Hoplopheonoides obesa ingår i släktet Hoplopheonoides och familjen Cyproideidae. Inga underarter finns listade i Catalogue of Life.